# 이양생
이양생(李陽生, 1423년~1488년 5월 18일(음력 4월 8일))은 조선 전기의 무신, 군인으로 본관은 경주(慶州)이다. 아버지는 군수 이종직(李從直)이다. 이시애의 난 진압에 참여해 정충적개공신 3등이 되었다.
아버지 이종직은 군수인데, 그는 비첩 소생의 서자였고, 한때 가죽신을 만들어 시장에 팔아서 생활을 유지하였다 한다. 비록 배움이 짧아 책은 읽지 못하였지만 무술에 능하여 1453년 세조 반정에 참여한 뒤, 처음 장용위(壯勇衛)의 군졸이 되었다. 1467년(세조 13) 5월 이시애의 난(李施愛-亂)이 발생하자 그는 토벌대에 참여, 선봉으로 출전하여 졸오(卒伍)로서 공을 세우고 정충 적개공신(精忠敵愾功臣) 3등에 책록되었으며, 계성군(鷄城君)에 봉군되었다. 이후 충의교위(忠毅校尉) 행호분위중부사직(行虎賁衛中部司直)으로 겸사복(兼司僕)이 되었으며 절충장군, 포도대장을 거쳐 가선대부까지 승진했지만 청현직이나 요직에는 임명되지 못했다.
주로 겸사복(兼司僕)과 포도장에 번갈아가면서 임명되어, 도성 내외는 물론 전국 각지에서 일어나는 도적 소탕, 각종 길지 시찰 등의 업무를 수행했다. 그는 호랑이와 도적을 여럿 체포하였다. 그러나 겸사복, 포도장 이상으로 승진하지 못했으나 불평 한마디 없이 직무를 수행하였다. 한편 정희왕후의 조카 윤보의 사노비였던 본부인의 속량을, 조정에 여러번 건의하여 1470년(성종 1) 면천시켰다. 본부인이 천민이고 아이를 낳지 못했으며, 박색이었지만 그는 이혼하지 않고, 평생 노비출신 본부인과 해로하였다. 시호는 양평(襄平)이다.

## 생애

### 생애 초반

#### 출생과 가계
1423년(세종 5년)에 태어난 그의 정확한 생일은 전하지 않으며, 할아버지는 대호군(大護軍)을 지낸 이만실(李蔓實)이고 아버지는 군수(郡守)를 지낸 이종직(李從直)이다. 알평의 후손으로, 고려 말의 월성부원군(月城府院君) 이지수(李之秀)의 5대손이다. 증조부 이원림(李元林)은 조선 건국 후 벼슬이 판사복시사에 이르렀다. 친할머니 고성이씨는 관찰사를 지낸 이준(李濬)의 딸이다. 그러나 그의 어머니는 노비였고, 그는 얼자였다. 성종실록의 이양생 졸기에 의하면 '경주 사람으로 군수 이종직의 첩(妾)의 아들이다.(陽生, 慶州人, 郡守從直妾子)'라 하였다. 아버지의 이종직의 본부인인 풍양조씨(豊壤趙氏)에게서는 이복 형 현감 이길상(李吉祥)이 있었다. 그밖에 이복 누나가 3명으로 이효상(李孝商), 김옥성(金玉誠), 박효지(朴孝至) 등에게 출가한 이복 누이들이 있었다.
아버지 이종직은 홍주판관, 강원도 삼기부사(三岐府使)를 거쳐 지양근군사(知楊根郡事)에 이르렀는데, 지군사 재직 중 양근군 교도(楊根郡敎導) 안국(安國)과 고소 고발 사건이 발생했다가, 이 일로 사헌부의 조사 과정에서 이종직 본인의 다른 과실이 드러나 면직되었다. 군수 재직 중 사적으로 꿀벌을 기르면서, 맡아 지키는 자가 만약 꿀 한 되를 소모하면 쌀 한 말을 징수하게하여 민간에 강제로 팔았으며, 또 환상곡(還上穀)의 남은 곡식을 개인 사적으로 썼고, 또 임신한 부녀자를 구타하여 낙태시킨 일이 드러났던 것이다. 후일 아버지 이종직은 죽은 뒤에 증 한성부 판윤(贈判尹)직에 추증되고 계천군(鷄川君)에 추봉되었는데, 이것은 그가 출세하여 현달한 공로로 추증된 증직(贈職) 벼슬이다.
이복 형 이길상과의 나이 차이는 알려져있지 않으나, 형 이길상이 아버지 이종직의 소장(訴狀)을 썼다는 설이 있는 것으로 볼때, 나이차이가 있었던 것으로 추정된다. 또한 그와 비슷한 연배로 세조반정에 참여했던 좌의정 김질(金礩)은 그의 삼촌 이양직의 외손자였다.
그의 생모는 아버지 이종직의 시중을 들던 여종이었다. 그는 아버지쪽으로는 양반이었지만, 속량이나 집안으로부터 환속받지 못하고, 나중에는 시장에서 짚신을 팔아 생계를 유지했다고 한다. 그는 글을 배우지 못했는데 후일 세조 앞에서 스스로 '자신이 글을 읽을 수 없다(不解文字)'고 밝히기도 했다. 그러나 그는 이를 원망하거나 개의치 않았다. 어느정도 자라자 그는 시장에서 재인(才人)과 화척(禾尺) 등 백정들에게 가죽신 제작과 짚신 제작 등 신발 만드는 기술을 배웠다.

#### 청년 시절
그는 끝내 속량이나 집안으로부터 환속받지 못하고, 나중에 시장에서 짚신을 팔아 생계를 유지했다고 한다. 실록에 따르면 '그는 천얼(賤孽) 출신으로 젊었을 때에 가죽신(鞋靴) 만드는 것을 직업으로 삼아 매양 저자거리(시장)에 앉아서 매매하였는데, 성품이 순박하고 근실하며 눈으로는 글을 알지 못하나 활쏘고 말타는 데에 능하였다 (陽生系出賤孽, 少時以造鞋爲業, 每坐市買賣, 性度純謹, 雖目不知書, 而能射御)' 한다. 그는 자신의 처지를 원망하지 않고 신발 장수로 생활했다.
그는 나중에 재추(宰樞)가 되어도 옛날 자신이 장사하던 가게를 지나게 되면 반드시 말에서 내려 옛 무리들과 더불어 땅에 앉아서 이야기를 나눈 뒤에야 갔다 한다. 성품이 인색하지 아니하여 만약 관기(官妓)에게 마음을 두면 의복(衣服)을 다 벗어서 주었는데, 사람들이 혹시 그 지나침을 웃으면,그는 말하기를, '가난한 관물(官物) 에게 내가 베풀어 주지 아니하면, 저들이 무엇으로 살겠는가? 몸에 가득한 것이 모두 성상의 은혜인데, 은혜를 나누어 남에게 주는 것이 또한 옳지 아니한가?'하였다. 이양생은 또한 사람의 안색(顔色)을 살피면 그가 도둑임을 능히 알아내어서 꾀를 내어 잡았는데, 백에 하나라도 실수가 없었으니, 도둑이 점차 없어졌다 한다.
1453년(단종 1) 수양대군이 계유정난을 일으키기 직전 측근과 무사, 천인들까지 끌어모았다. 이때 정희왕후 윤씨 집안의 친인척이 대거 참여했고, 이양생도 수양대군의 시종노비 중 한 명으로 가담했으며, 그의 적삼촌 군자감판사 이양직(李良直) 등도 수양대군의 측근으로 정변에 참여했다. 세조 반정이 성공하고 세조가 즉위한 직후, 노비, 평민 등으로 구성된 군대인 장용위(壯勇衛)를 조직하자, 그는 면천되고 간단한 무예 시험을 거쳐 장용위에 배치되었다.
그의 아내는 윤보(尹甫)의 집 계집종(婢)이었는데, 윤보의 형수가 창녕성씨였고, 윤보의 먼 친척 윤필상의 부인 역시 창녕성씨였다. 두 창녕성씨 부인의 친정쪽 일가인 성현은 이양생의 본부인에 대해 전해듣고 용재총화에 기록을 남겼는데, 노비 출신 그의 본부인은 외모가 박색이고 보잘것없다고 전해진다.
그가 나중에 성공하자, 주변 사람들이 이르기를 '부(富)하면 교제를 바꾸고 귀(貴)하면 아내를 바꾸는 것이니, 버리도록 하라.'고 하면 이양생이 말하기를, 어려울 때 함께 고생한 '조강지처(糟糠之妻)를 버릴 수 없다.'며 내치지 않았다. 나중에 이양생은 성종에게 청원하여 아내를 면천, 속량시키기를 여러번 간청, 후일 1470년(성종 1년)에 가서 본부인의 면천 속량을 허락받게 된다. 그는 "내가 젊었을 때 빈곤(貧困)을 같이하였는데, 하루 아침에 버리는 것은 옳지 못하며, 천인으로서 양가(良家)의 딸을 취함은 의(義)에 해가 되니 옳지 못하다"며 점잖게 거절한다. 이어 그는 "나의 적형이 세력이 미약하여 이름을 떨치지 못하니, 그의 아들 중 한명을 나의 후사를 삼아서 나의 공으로 힘을 입어 일어서게 한다면, 내가 우리의 본가를 다시 일으켜 세울 수 있을 것이다."고 하였다. 그리고 공,사적인 일로 지나가다가 근처에 윤보의 집을 마주치게 되면 그 집의 문(門)과 뜰을 비로 쓸면서 말하기를 '이는 나의 본주인이므로, 예(禮)에 마땅히 이와 같이 하여야 된다.'고 하였다.
노비출신 그의 본부인은 박색에다가 자녀를 낳지 못했다 하는데, 이후 그는 평산 신씨 성의 다른 여성에게서 자녀를 두었다. 결국 그는 적형인 이길상의 아들 이오를 본처의 양자로 입양하였다. 자신을 속량시키지도 않고 못본 척 하고 방관했지만 그는 오히려 적형의 자손을 택해 본가의 가세를 다시 일으켜 세우고자 하였다. 그 사연을 들은 사람들이 모두 그에 대하여 인품있는 사람이자, "분수를 알며 장자(長者)의 풍(風)이 있는 사람"이라고 그의 덕을 높이 평가하였다.

### 군인 생활

#### 이시애의 난 진압 참여
1467년(세조 13) 5월 이시애(李施愛)의 난이 일어나자 토벌군으로 출전했는데 구성군 이준(龜城君 李浚)의 휘하로 출정하여, 선발대로 나가 이시애 군의 장수 몇명을 손수 쓰러뜨렸다. 이시애의 난을 진압한 공으로 그해 9월 20일 적개공신 3등(敵愾功臣三等)에 책록되고 계성군(鷄城君)에 봉작되었으며, 전토(田土)와 노비(臧獲)를 하사받고 벼슬이 승진되었다. 1467년(세조 13) 9월 23일 겸사복장(兼司僕將)에 임명되고, 다음날 세조의 탄신에 궁궐로 초대되었다. 11월 2일 충의교위(忠毅校㷉) 행호분위 중부 사직(行虎賁衛中部司直)으로 재직 중 공신 교서를 전달받았다.
| “ | 왕은 이르노라. 적개(敵愾)하여 충성을 바쳐 비상한 공적(功績)을 세웠으니, 공(功)을 기록하고 상(賞)을 주어 마땅히 막대한 은전(恩典)을 더해야 한다. 예로부터 모두 그러하였으니, 지금 세상에 처음 시작된 일이 아니다. 생각하건대 그대는 용감하기가 무리에서 뛰어났고, 재주와 힘이 남보다 지나쳤도다. 일찍이 시위(侍衛)와 수종(隨從)에 재능을 나타냈고 완급(緩急)에 가(可)한 것을 시험하여 보였도다. 지난번에 적신(賊臣) 이시애가 은혜(恩惠)를 저버리고 기강(紀綱)을 등지고 몰래 불궤(不軌)의 모계(謀計)를 품고서 당(黨)을 심고 군사를 일으켜 더욱 감히 항거(抗拒)하려는 세력을 떨치었다. 이에 귀성군 이준(龜城君 李浚)에게 명하여 빨리 천주(天誅)에 이르게 하였는데, 그대가 이에 간담(肝膽)을 분발하여 정벌(征伐)에 종군하여 목숨을 내던지고 적(敵)을 염탐하여 원흉(元兇)을 사로잡고 평정하기에 이르고, 첩보(捷報)를 아뢰고 공훈(功勳)을 바쳤다. 이에 그대를 책훈(策勳)하여서 ...(이하 중략)... 하니, 이르거든 수령(受領)할 지어다. 아아! 공이 있어서 마땅히 상을 주어 내가 이미 그대를 비상(非常)한 예로써 대접하였으니, 생명을 버리더라도 변치 않고, 그대는 더욱 나를 도와 변하지 말지어다. 敵愾効忠, 克建非常之績; 紀功行賞, 宜加莫大之恩。 自古皆然, 匪今伊始。 惟爾勇敢超衆, 才力過人。 嘗器使於衛從, 擬試可於緩急。 頃者賊臣李施愛, 辜恩負紀, 潛蓄不軌之謀, 植黨興兵, 益張敢拒之勢。 乃命龜城君 浚, 亟致天誅, 爾乃奮膽從征, 捐生詗敵, 擒元兇而底定, 飛捷報而獻功。 肆策爾爲云云, 至可領也。 於戲! 有功當賞, 予旣待汝以非常; 舍命不渝, 汝益弼予而勿替。 | ” |

1467년 11월 19일 왕명으로 백악산(白岳山)에 나타난 호랑이 포획 작전에 목격자 및 병졸들과 함께 투입되었다.

#### 당상관 승진
도성에 도적들이 횡행하자, 1469년(성종 즉위) 12월 30일 겸사복(兼司僕)으로 성종의 명을 받아 군사 30여명을 거느리고 가서 이를 정찰하여 체포, 소탕하였다. 1470년(성종 1) 1월 체포된 도적들은 분산하여 일부는 형조의 전옥(典獄)에 가두고 일부는 의금부(義禁府)에 가두었는데, 억울하게 무고(誣告)로 끌려온 사람이 있다 하여 일부는 성종의 명으로 석방되었다.
이후 도적이 나타나면 대부분 체포하여 의금부와 형조에 넘겼다. 1470년(성종 1) 1월 21일 도적을 잡은 공로로 성종으로부터 상을 받았다. 성종은 전교를 내려 도적을 잡은 공을 상주도록 의논하게 했는데, 이때 이미 정3품 당하관에 이르러서 더는 올라갈 직책이 없자 원상(院相) 김국광(金國光) 등의 건의로 당상관으로 승진했다. 김국광 등은 친공신(親功臣)으로서 자궁(資窮)이 되었으니 승진시켜 당상관(堂上官)으로 임명해줄 것을 청하였다. 더 이상 줄 상물이나 승진할 직급이 없자 그는 당상관으로 승진시키는 것으로 결정되었다.
그 해 1월 22일 그는 도둑을 잡은 공으로 절충장군(折衝將軍)의 품계(品階)가 승진되었고, 도둑들의 집에 있던 장물(贓物) 중 주인이 있는 것은 원 주인에게 되돌려주고, 주인이 없는 장물은 이양생으로 하여금 그 부하에게 나누어 주게 하였다. 반대 여론이 나타나지 않아 그는 그대로 정3품으로 승진할 수 있었다. 한편 그는 재물을 사양했다.
1470년(성종 1) 이양생은 자신의 부인을 양민(良民)으로 속신(贖身)해줄 것을 청하여 허락받았다. 그는 양반이 되자 본처를 버리고 새로운 아내를 얻으라는 주변의 계속된 권고를 물리치고, 본부인과 이혼하지 않았다. 오랫동안 같이 고생한 본처를 내칠수 없다고 상소했다. 그는 오히려 자신의 부인을 양민으로 속신, 면천시켜줄 것을 조정에 여러번 건의하였다.
전지하기를,

"이양생(李陽生)은 공신(功臣)일 뿐만 아니라, 또 도적(盜賊)을 체포한 공(功)이 있으니, 그 아내를 특별히 양인(良人)이 되도록 허락하라."

하였는데, 이양생의 아내는 사비(私婢)였다. 이양생이 상언(上言)하여 속신(贖身)하기를 빌었기 때문에 이러한 명령이 있었다.

○傳曰: "李陽生非特功臣, 又有捕盜之勞, 其妻特許爲良。" 陽生妻私婢也。 陽生上言乞贖身, 故有是命。

그해 6월 21일 성종이 승인하여 그의 첫 부인은 사노비에서 양민이 되었다. 그의 첫 부인은 정희왕후의 오빠 윤사분의 아들인 윤보의 집 노비였다고 한다. 1476년의 왕조실록 기사에서도 김국광(金國光)이 이양생(李陽生)의 처(妻)는 사비(私婢)였는데도 오히려 명부(命婦)로 삼았다고 언급하기도 했다. 그의 아내는 박색에다가 못생겨서 자녀를 낳지 못했으나 그는 부인을 내치지 않았다고 한다.
노비 출신의 본처를 조강지처로 여기고, 괄시하지 않고, 평생 해로한 일은 뒷날 훈훈한 미담으로 오래 회자되었다. 그는 평산신씨 성의 다른 여성에게서 태악, 금동 등 자녀를 보았으나, 적형의 아들들 중 한 명인 이오를 양자로 입양하게 된다.

#### 도적 토벌 활동
이 해 초, 여태 그가 잡은 도적이 진짜 도적이 아니라는 견해가 나와 곤란에 처하기도 했다. 1470년(성종 1) 3월 21일 그가 잡은 도적들 중 일부는 도적이 아니라는 이극증(李克增)의 상소로, 재심리를 하게 됐다. 그가 잡은 도둑들은 형조와 의금부에 따로 나눠서 수용된 상태였다. 바로 다시 원상(院相) 한명회(韓明澮), 김국광, 의금부판사(義禁府判事) 임원준(任元濬), 형조판서 함우치(咸禹治), 도승지 이극증 등이 논하여 보고하였다.
형조(刑曹)의 죄수인 도둑 18인 중에 정상이 명백한 자가 한 사람이고, 의금부(義禁府)의 죄수로서 이양생이 잡은 도둑이 59인데, 22인은 장물(贓物) 증거가 없고 그 나머지 37인은 혹은 형장(刑杖)을 맞은 흔적이 있고 혹은 자자(刺字)가 있고 혹은 장물이 나타나고 혹은 유명한 도둑이니, 모두 결장(決杖) 1백 대를 때리어 전 가족을 바닷섬에 들여보내고, 남소문(南小門) 밖에서 군사를 겁박하여 활을 쏜 사람 7인 중에 세 사람은 애매하고, 네 사람은 비록 장물은 없으나 유명한 도둑이니, 또한 전 가족을 바닷섬에 들여보내는 것이 어떠하겠습니까?

성종은 명하여 장(杖)형 부과는 취소시키고, 재심리후에 혐의가 있는 자들은 바닷가 섬으로 들여보냈다. 이후 포도장(捕盜將)에 임명되었다. 1470년(성종 2) 5월 2일 경기도로 가 적성지역에 도적이 출몰한 사실을 확인하고 와서 보고하였다. 그는 '도둑 30여 명이 적성현(積城縣)의 관청과 현감아(縣監衙)를 쳐들어와서 재물을 약탈하고 드디어 황해도를 향해 갔다(有盜三十餘人, 攻刦積城縣官廳及縣監衙, 掠奪財物, 遂向黃海道而去。)'고 보고했고, 바로 성종이 명하여 홍순로(洪純老), 이양생, 김계정(金繼貞) 등에게 각각 1인당 경군사(京軍士) 50명을 부여하여 같이 도적을 수색, 토벌하게 하는 한편, 동시에 발병부(發兵符)를 주어 병력 징병 권한을 부여하였다. 이때 그는 파주, 적성, 마전, 장단, 연천, 삭녕(朔寧), 우봉(牛峯), 토산(兎山) 등의 지역에서 군사를 징발할 권한을 부여받았다. 1472년(성종 2) 도적의 수령이 체포되었으므로 그해 6월 16일 왕명을 받고 소환되었다.
1472년(성종 3) 9월 4일 후원(後苑)에서 왕이 친히 주관하는 관사(觀射)대회에서 많이 맞힌 관원들을 포상할 때 활과 화살을 하사(下賜)받았다. 그해 9월 강도 고도금(古道金), 말응귀(末應貴), 가을마(加乙麻)·수을외(愁乙外) 등을 모두 체포해와, 죄수들은 의금부와 관악산(冠岳山)에 각각 이감시켰다. 그해 10월 2일 가정 대부 계성군(嘉靖大夫 雞城君)에 임명되었다. 1473년(성종 4) 8월 18일 성종이 모화관(慕華館)에서 군사(軍士)를 사열 후 무신(武臣)들의 무예(武藝)를 시험하고 격구(擊毬) 기술을 시험할 때 합격한 이양생과 여섯 사람에게 활(弓)을 각기 1장씩 하사되었다.
1474년(성종 5) 1월 포도청의 병졸을 사적인 일에 동원하여 일을 시키다가 1월 25일 도승지 이숭원(李崇元) 등에 의해 논핵되었다.
이양생은 포도장(捕盜將)이 되어 튼튼한 병졸(兵卒)을 많이 거느리면서 도둑을 잡는다고 핑계대고 자기 집에서 일을 시켰으며, 만약 오랜 혐의(嫌疑)가 있는 자가 있으면 비록 도둑이 아닐망정 얽어매어 채찍으로 때리는 등 하지 못하는 바가 없습니다. 그래서 그 쌓이고 쌓인 위세에 겁을 먹고, 소를 잡는 무뢰(無賴)한 무리들이 그 문(門)에 모여들어 공공연하게 뇌물을 받습니다. 신 등은 생각건대 포도장은 임시로 장수에게 명하여 도둑을 잡을 뿐이니, 포도장을 상설할 필요는 없습니다.

李陽生爲捕盜將, 多領健卒, (托)〔託〕 捕盜而役使於家, 如有宿嫌者, 雖非盜賊, 係累鞭撻, 無所不至。 積威所刼, 屠牛無賴之徒, 輻輳其門, 公然受賂。 臣等意謂, 臨時命將, 捕賊耳, 不須恒置捕盜將

이 날 그는 병사들을 사사로이 부렸다는 죄목으로 이숭원 등의 탄핵으로 당일부로 파면되었다. 그 뒤 복직, 다시 포도장이 되었다. 1474년 7월 5일 성종이 후원(後苑)에서 친히 관사(觀射) 시험을 주관할 때 왕명으로 과녁을 쏘게 하여, 과녁에 활을 많이 맞춘 이양생 등 11인은 각각 활 1장(張)을 하사받았다. 1475년 4월 11일 성종이 후원에서 겸사복(兼司僕) 임득창(任得昌), 오치권(吳致權) 등의 활쏘기를 시험할 때 시험관으로 배석하였다.
이 해 5월 5일 성종이 모화관(慕華館)에 직접 거둥하여 화차(火車) 쏘는 것을 보고, 왕명으로 이양생 외 6인이 화차 화전(火箭)을 쏘게 하였다. 그는 화차로 화전을 쏘아보긴 했으나 많이 맞추진 못하였다. 이때 맞힌 자인 정유서(鄭惟序)에게 활(弓) 1장을 받았다. 1476년(성종 7) 충주(忠州), 경기도 일대의 도적 출몰지를 정탐하고 돌아와 그해 4월 28일 보고하였다.
충주(忠州), 음죽(陰竹), 죽산(竹山)의 경계인 수리산(愁里山)과 여주(驪州)의 강금산 등지는 도둑의 무리들이 둔취(屯聚)하는 것이 매우 많은데, 신 등이 형세가 약하고 또 갑주(甲胄) 와 창(鋒)도 없어서 당해낼 수가 없으므로, 다만 10인 만을 체포하여 충주와 여주의 두 고을(州)에다가 나누어 가두었습니다. 신 등이 저 곳에 있으면서 도둑이 민가(民家)를 불지르고 들어가 활을 쏘아 몇 사람을 상하게 하였다는 것을 듣고, 강원도 원주(原州)와 경기도 지평(砥平)의 사이를 지나면서 보니, 백성들이 마음놓고 살아갈 수 없었습니다. 신도 거의 도둑에게 찔리는 바가 되었으나 임득창에게 의지하여 겨우 벗어날 수 있었는데, 이 도둑은 모두 권총(權聰)의 종(奴)입니다.

이어 성종이 권총을 불러다 문책하고 신하들과 충주 일대의 도적 문제를 논의하였다.
충청도는 수령(守令)이 요로(要路)에 경수소(警守所)를 설치하고 도둑을 방비하게 하고 있으나, 도둑의 꾀가 흉교(兇狡) 하여 먼저 이를 알게 되니, 비록 경수(警守)를 하더라도 어찌 이익이 되겠는가? 또 파수(把守)하는 자가 농사를 폐(廢)하게 되니, 또한 염려할 만하다.

그는 떼도둑(群盜)이 함부로 날뛰는 상황을 역력히 진술하였다.
강금산(剛金山)은 곧 권총의 친묘(親墓)가 있는 곳으로서, 권총의 종[奴]이 그 곁에 사는 자가 무려 수백 명인데, 산에 의지하여 장막[幕]을 치고는 경작(耕作)도 하지 않고 길쌈도 하지 않으면서 낮에는 사냥하고 밤에는 떼도둑이 되어, 한 번 수색 체포한다는 소식을 듣게 되면 문득 산중(山中)으로 숨어버립니다. 지금 함부로 날뛰는 도둑은 모두가 이 무리들입니다.

충주에 살던 권총의 외거 노비들의 짓으로 확인되자, 이에 성종은 권총은 왕실 인척이라 무마시켰다.

### 생애 후반

#### 만년의 활동
1477년(성종 8) 그는 오위도총부 도총관 후보자의 물망에 올랐다. 그러나 그해 음력 윤 2월 성종이 유자광을 도총관에 임명하려다가 사헌부, 사간원의 반박을 받으면서 그의 이름도 오르내리게 된다. 대사헌 김영유(金永濡)는 '오늘날 첩자로서 재상(宰相)을 삼는 것은 최적(崔適)과 이양생(李陽生)과 같이 학술(學術)이 없는 자는 족히 말할 것도 없거니와, 이몽가(李蒙哥)로 말하면 공신(功臣)이 되고 또 학술도 있었으나, 끝내 위장(衛將)의 직임(職任)을 맡기지 않았으니, 이미 그런 예(例)가 있습니다. 지금 유자광을 공이 있고 재주가 있다고 하여 다른 임용한다면 가하지만, 만약에 도총관을 삼는다면 말류(末流)의 폐단을 장차 구제할 수 없을 것'이라며 유자광 임명 반대 및 이양생과 최적의 승진계획도 제동을 걸었다.
1478년 성종이 사복시(司僕寺)에 명을 내려 효령대군, 밀성군 등의 종친과 신하들에게 말 1필씩을 내리게 명할 때 그에게는 아마(兒馬) 1필을 하사받았다. 이 해 10월 8일 사헌부의 금란리(禁亂吏)를 결박(結縛)하여 사헌부의 탄핵을 받았으나 성종이 듣지 않았다. 1479년(성종 10) 5월 27일 한성부 동부 중량포(中良浦)에서 사람을 죽인 향화인(向化人) 이아대(李阿大)를 체포, 포박하여 형조에 인계하였다.
1479년(성종 10) 10월 13일 곰사냥을 나갔다가 곰들에게 붙잡혔다. 향화(向化)한 김속시(金速時)가 곰들에게 활을 쏘아 곰들이 달아나므로 풀려나게 되었다. 성종이 그를 구한 김속시에게 주유의(紬襦衣) 1령(領)을 하사하고, 겸사복에 임명하였다.
1482년(성종 23) 5월 22일 경기도관찰사 손순효(孫舜孝)가 진위현(振威縣) 영신리(永新里) 및 과천(果川)의 광교산(光敎山) 등에 도적 출몰을 보고하자 왕명을 받고 변포(卞袍), 조지주(趙之周) 등과 함께 각각 중앙 군관(軍官) 및 장용위(壯勇衛)를 거느리고, 광교산(光敎山)과 영신리(永新里), 홍경(弘慶) 등지로 파견되어 현지 고을의 관군과 함께 도적을 체포하였다. 이후 겸사복과 포도장 등에 번갈아가며 임명되었으며 도성 내외는 물론 전국 각지에서 일어나는 도적 소탕에 공을 세웠다. 그 중 관악산 일대에 둔취, 항거하였던 고도(古道), 김말응(金末應) 등의 소탕과 충주의 수리산(愁里山), 여주의 강금산(剛金山) 도적들을 소탕한 일로 명성을 얻게 되었다. 그러나 그는 요직에 나가지 못하는 것에 대해, 한번도 불평불만을 내색하지 않았다고 한다. 오히려 윤보의 일가를 만나면 부인의 옛 주인이었다 하여 깎듯하게 대했고, 시장에 나가서 옛 친구였던 백정, 상인이나 노비, 백정들을 만나서는 땅에 앉아서 어울려 대화했다고 한다.
그해 윤 8월 11일 이천우의 후손이자 이시애의 난에 관련되었던 이명인(李明仁)의 아들 이종신(李宗信)이 체포를 피해 달아나자, 그가 직접 체포해 왔다.
1483년(성종 14) 3월 2일 의금부에 투옥된 죄수 철동(哲同)이 감옥에서 탈옥, 도망치자 성종의 왕명을 받아 형조, 한성부의 낭관(郞官)들을 데리고 추격했으나 붙잡지 못했다. 이때 낭관들은 의금부 관원들과 함께 책임추궁을 당했지만 그는 책임을 추궁당하지 않았다. 1483년 12월 20일 당진(唐津) 사람 황복만(黃卜萬) 등 7명이 난지도(蘭地島)에 들어가서 곡식을 실은 배를 약탈, 뱃사람들을 죽이고, 곡식을 탈취해간 것을 조정에 보고하였다. 바로 왕명으로 황복만 등을 체포한 뒤, 광흥창수(廣興倉守) 박치(朴䎩)에게 인계해 국문하게 하였다.
1485년 경기도 양주 지역의 도적 7,8명을 체포하고 와서 보고하였다.
양주(楊州)에 강도(强盜)가 생겨 백성의 집을 불태우고 사람을 쏘아 죽이고서 가재(家財)를 약탈한다는 말을 듣고 신이 7, 8인을 잡아 양주에 가두었으나, 그 나머지 건장한 자는 궁시(弓矢)를 몸에 지니고 숲 속으로 도망해 들어갔으니, 신은 그들의 장난을 두려워합니다. 마땅히 군졸과 병기를 더 주시어 그 여당(餘黨)을 모두 체포하게 해 주소서.

성종의 명으로 병력과 화살을 지원받았으며, 성종은 그가 흉년에 대비하려고 잡식(雜食)을 채취(採取)하는 백성이 산에 흩어져 있는데, 혹시 함부로 잡아 가둘까 두렵다며 각별한 주의를 요청했다. 그는 곧 양주 지역의 도적들을 소탕하였다. 그해 9월 교외(郊外)의 여우 사냥 적합지를 탐사하여 10월초 성종에게 보고하였다.

#### 최후
1486년(성종 17) 여름 평안도와 황해도에 큰 도적이 출몰하여 평안도 관찰사 성현(成俔), 황해도관찰사 임수창(林壽昌) 등이 보고하자, 그해 7월 11일 왕명을 받아 신석강(辛錫康) 등과 함께 각각 부장(部將) 2인을 거느리고 황해도와 평안도 일대에 파견되었다. 1487년 5월 16일 함은생(咸銀生)이 거짓으로 도적으로 몰아 신고한 김귀남(金貴南) 등을 도둑으로 오인하여 체포했다가 사헌부로부터 탄핵당했다. 함은생(咸銀生)이 남을 교사(敎唆)하여 소송을 걸은 죄를 받아 문외출송되어 춘천(春川)으로 추방됐는데, 몰래 서울에 와서 김귀남 등을 도둑이라고 거짓 밀고하였다. 이양생은 포도 부장(捕盜部將)을 보내 김귀남 등을 잡아서 춘천에 가뒀다. 함은생이 춘천에 돌아와 김귀남 등에게 '내가 이양생과 친한 사이므로 네가 만약 내게 뇌물을 주면 석방될 수 있다'고 하여, 김귀남 등이 자산(資産)을 팔아서 함은생에게 주었다. 함은생은 면포(綿布) 15필을 이양생이 데리고 사는 기생 첩에게 주자, 이양생은 바로 그 집에서 춘천으로 가서 김귀남을 석방시켰다. 이 일로 사간원헌납 최인(崔潾)의 탄핵을 받고 국문을 받았다.
이에 그는 "헌납 최인(崔潾)의 아뢴 바로 인하여, 신이 뇌물을 받고서 도둑을 놓아 주었다는 까닭으로써 사헌부로 하여금 추핵(推劾)하게 하셨는데, 이는 반드시 엄귀손(嚴貴孫)이 말한 것을 최인이 들은 것입니다. 신이 춘천에 가서 엄귀손의 첩(妾)의 아비의 집을 수색하였더니 엄귀손이 이 때문에 깊은 원망을 품고서 도중(都中)에 말을 퍼뜨렸습니다. 신은 문자(文字)를 알지 못하니, 원하건대 엄귀손과 면질(面質)하게 하소서." 하여 엄귀손 등과 대질심문을 벌였다.
이후 동지중추부사(同知中樞府事) 홍이로(洪利老)와 함께 경기와 황해도에 파견되어 임금이 강무(講武)할 때 머무를 장소를 가서 살피고 돌아왔다. 1488년(성종 19) 4월 8일에 졸하였다. 사망 원인은 실록에 기록되지 않았다. 성종은 바로 부의를 하고 사제(賜祭)와 예장(禮葬)을 명하였다.

### 사후
도성 주변의 호랑이와 들개, 맹수들을 사로잡는데 성공한 것과 도적들을 체포하여 일망타진한 일, 공을 세워 종2품의 벼슬에 올랐지만, 자신을 노비로 방치한 본가를 원망하지도 않았고, 노비 출신에다가 박색에 추한 외모를 가졌고, 아이도 낳지 못하는 본부인을 내치지 않고 의리를 지켰으며 여러번 노비에서 면천 속량을 간청하여 성사시킨 일, 노비 아내의 옛 상전을 배척하지 않고 예의를 지킨 일, 재상의 반열에 올랐지만 노비, 어렵고 힘들던 짚신장수 시절의 동료들을 보고도 외면하지 않은 일, 본가를 다시 일으켜 세우려고 조카를 본처의 양자로 들인 일 등으로 오랫동안 회자화되었다.
바로 양평공(襄平公)의 시호가 추서되었는데, 인사유공왈양 치이무생왈평(因事有功曰'襄' 治而無眚曰'平')이라 하여, 일로 인하여 공(功)이 있는 것을 양(襄)이라 하고 다스려서 잘못이 없는 것을 평(平)이라 한다. 그가 묻힌 매장지는 미상이다. 성종실록의 졸기에 의하면 그는 아들이 없고, 적형(嫡兄)인 이길상(李吉祥)의 아들 이오(李晤)로써 후사(後嗣)를 삼았다고 한다. 족보에 등재된 평산신씨 부인이 측실이고, 그 두 아들 이태악과 이금동은 서자로 추정되나 확실하지 않다. 조카이자 양자 이오는 어모장군(禦侮將軍) 행충좌위대호군(行忠佐衛大護軍) 등을 역임했다. 그러나 어떤 이유인지 원인은 알려져있지 않으나 한때 그의 직첩이 환수되기도 했다. 그러나 1490년(성종 21) 음력 윤 9월 4일 그의 직첩은 다시 성종이 병조(兵曹)에 명하여 다시 되돌려주게 하였다.
1492년(성종 23)에는 그의 양 손자 이사종(李嗣宗)이 과거 시험에 응시하려고 했다가 사관(四館)에서 거절당했다. 이사종은 상언을 올려 과거에 응시를 허락해줄 것을 청하였다. 이에 성종은 "유자광(柳子光)은 서얼(庶孽)이고 조득림(趙得琳)은 천례(賤隷)였으나, 그 자식들은 모두 과거에 응시할 수 있었다. 가령 이사종이 이양생의 자손이라고 한다면, 이양생은 큰 공(功)이 있는 자이니, 오히려 과거에 나아가도록 함이 마땅하거니와, 더욱이 그 친부(親父)인 이오(李晤)는 바로 사족(士族, 사대부)이 아니었던가? 과거에 나아가도록 허락하라." 하였다. 그러나 후일 1516년(중종 11) 이사종은 지방관에 임명될 때 4조단자, 아버지, 조부, 증조부, 외조부의 이름과 전력을 적어서 올리는 보고서에 아버지 이오의 양부인 이양생의 이름은 빼고 제출했다. 입양관계가 있다면 생가쪽의 아버지, 생가 쪽의 할아버지, 증조부 등도 같이 올리게 되어 있었다. 이 일로 1512년(중종 7) 2월 17일 사헌부의 논계를 받았다.
고원 군수(高原郡守) 이사종(李嗣宗)은 지난해 12월 26일 도목정(都目政)으로 제수되었으나 어제야 비로소 서경받았기 때문에 그의 뜻은 50일이 차도록 서경받지 못하였으므로 체차(遞差)되기를 바란 것입니다. 또한 사종의 아비가 이양생(李陽生)의 뒤를 이었으니, 그의 아비의 아비가 양생인데, 그 아비의 사조(四祖)에 생부만 쓰고, 양생은 쓰지 아니하여, 어긋나고 잘못된 것이 매우 많으며, 고원(高原)은 길이 멀고 잔약한 고을이라 사종이 면하기를 꾀하여 간사한 짓이 이미 나타났으니, 마땅히 죄를 다스려 사류(士類)에 끼지 못하도록 해야 합니다. 그러나 사종이 면하기를 꾀하여 면하게 되었으니, 이는 국가가 그의 술책에 빠진 것입니다. 또한 사종은 집을 짓는데, 마종인(馬從人)이 역사를 감당하지 못하여 도망친 자가 또한 많으며, 이조에서는 부임하기를 재촉하지 아니하였으니, 이조 역시 잘못입니다. 바라건대, 사흘 안에 부임하도록 재촉한 다음에, 만일 연고를 핑계하여 면하기를 꾀한다면 영구히 사판(仕版)을 끊을 것으로 미리 승전(承傳)을 내리소서.

이에 중종은 이사종은 면하기를 꾀한 듯하니 죄를 다스려야 하겠다, 부임한 다음에 연고를 핑계할지 어떻게 미리 알고 승전을 내리겠는가 라며 이사종을 추국하게 했다. 그러나 관직에서 파면시키지는 않았다.

## 가족 관계
경주이씨의 족보에는 윤보의 노비 출신으로 속량된 본부인이 아닌 평산신씨가 등재되어 있다. 평산신씨의 친정아버지가 누구인지, 평산신씨가 그의 후처인지 첩실인지 여부는 다소 불확실하다.
- 할아버지 : 이만실(李蔓實)
- 할머니 : 고성이씨, 관찰사 이준(李濬)의 딸
  - 숙부 : 이양직(李良直)
  - 숙부 : 이승직(李繩直, 1378년 ~ 1431년)
    - 사촌 : 이시민(李時敏)
- 아버지 : 이종직(李從直)
- 적모 : 풍양조씨(豊壤趙氏), 도평의 조숭(趙崇)의 딸
  - 이복 형 : 이길상(李吉祥)
    - 조카이자 양자 : 이오
    - 조카딸 : 경주이씨(慶州李氏), 강자순의 후처[29]
    - 조카사위 : 강자순(姜子順, 1443년 ~ ?), 반성위(班城尉)

  - 이복 누나 : 경주이씨(慶州李氏)
  - 이복 매부 : 안리(安理, 1393년 ~ ?), 호는 서파(西坡)
  - 이복 형 : 이양상(李陽祥)
- 생모 : 이름 미상, 노비 출신 첩
- 부인 : 이름 미상(생몰년 미상), 윤보의 노비 출신
  - 양자 : 이오(李晤)
    - 양 손자 : 이사종(李嗣宗)
- 부인 : 평산신씨(平山申氏, 생몰년 미상)
  - 아들 : 이태악(李泰岳)
  - 며느리 : 연안이씨, 친정아버지 미상
    - 손자 : 이숙(李橚)

  - 아들 : 이금동(李金東)
  - 며느리 : 안동김씨, 김원장(金源長)의 딸
    - 손자 : 이일복(李日復, 1551 ~ 1611)

## 기타
훗날 평산신씨 소생 아들 이태악(李泰岳)은 계선군(鷄善君)에, 이태악의 아들 이숙(李木+肅)은 정헌대부 중추부지사를 지내고 계흥군(鷄興君)에 습봉되었다. 이태악(李泰岳)의 호조판서 벼슬은 실제 역임한 벼슬인지 사후 추증된 벼슬인지 여부가 다소 불확실하다.

## 같이 보기
- 적개공신
- 세조 반정
- 포도청
- 반석평
- 이주좌
- 이지수
- 홍순언
- 적개공신논상록권

## 참고 문헌
- 세조실록
- 성종실록
- 중종실록
- 대동야승
- 금계필담
- 용재총화